# Wikipédia en gun-gbe
Wikipédia en gun-gbe (en gun-gbe : Gungbe Wikipedia) est l’édition de Wikipédia en gun-gbe (gun ou gungbe), langue gbe, parlée majoritairement dans le Sud-Est du Bénin et au Sud-Ouest du Nigeria. Le gun-gbe est proche du fon (ou fon-gbe). L'édition est lancée le 23 mars 2022,,,. Son code est : guw.
Au 21 mars 2025, l'édition en gun-gbe contient 1 428 articles et compte 1 931 contributeurs, dont 45 contributeurs actifs et 1 administrateur.

## Présentation

Localisation des langues nigéro-congolaises.
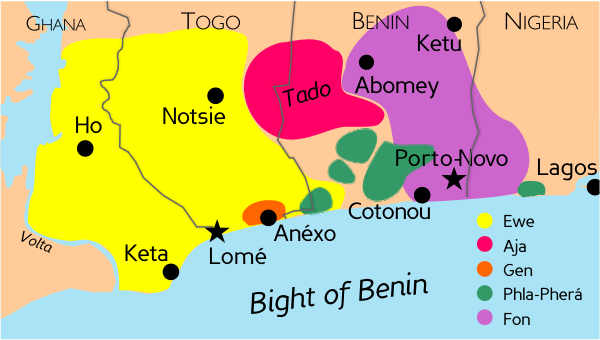
Localisation des langues gbe ; le gun-gbe est dans la zone Sud-Est du Bénin.

## Statistiques
- Le 15 octobre 2024, l'édition en gun-gbe contient 1 346 articles et compte 1 698 contributeurs, dont 10 contributeurs actifs et 1 administrateur.